# Juninho Fonseca
Alcides Fonseca Júnior, mais conhecido como Juninho Fonseca (Olímpia, 29 de agosto de 1958), é um ex-futebolista brasileiro que atuava como zagueiro. Atualmente é coordenador de base do Grêmio Osasco Audax.

## Carreira
Filho de Alcides Fonseca conhecido na cidade como Tio Nenê, diretor da Liga Olimpiense de Futebol, já falecido e de dona Zenaide Rugai Fonseca, conhecida como dona Zê – Professora e diretora de Escolas, também já falecida. Juninho Fonseca começou na Ponte Preta, em seguida, foi para o Corinthians. Seguro, ganhou a simpatia da torcida corinthiana em um jogo contra o Flamengo, pelas quartas-de-final do Campeonato Brasileiro de 1984, onde o Corinthians venceu por de 4 a 1, com gols de Biro-Biro, Wladimir, Édson e Ataliba, enquanto Paulinho acabou fazendo um gol contra a favor do time carioca.
Segundo as informações do livro Almanaque do Corinthians, Juninho Fonseca jogou 150 partidas, venceu 68, empatou 52 e perdeu 30 partidas. Marcou dois gols a favor e um gol contra. Depois de ter passado por Ponte Preta e Corinthians, acabou indo jogar no futebol japonês. Anos depois decidiu voltar para o Brasil e encerrar sua carreira no Olímpia. Ainda jogou pela Seleção Brasileira e participou da Copa do Mundo de 1982, sendo reserva de Oscar.
Após isso passou a exercer a função de treinador, onde comandou a Portuguesa, em seguida o Sampaio Corrêa, Treze. Depois, comandou os juniores e o elenco principal do Corinthians e, ainda, o Caxias e Noroeste. Depois, passou a ser dirigente, onde foi Secretário de Esportes de Ribeirão Preto de 1º de fevereiro de 2006 até 30 de junho de 2008, durante a gestão do prefeito Welson Gasparini, onde exerceu cumulativamente até o dia 07 de junho do mesmo ano, também o cargo de Diretor de Departamento de Esportes bem como a gerência de futebol do Botafogo-SP, além de treinar o sub-20 do clube.
Antes de iniciar sua função de técnico principal pela Portuguesa em São Paulo, exerceu a mesma nas categorias de base do clube onde ele iniciou a carreira no futebol paulista: a Ponte Preta.
Após sair da Secretaria de Esportes de Ribeirão Preto em 2008, Juninho Fonseca assumiu como gerente de futebol da Francana, por onde ficou por pouco tempo e logo após foi trabalhar nas categorias de base da equipe do São Bernardo.

## Títulos

### Jogador
Corinthians
- Campeonato Paulista: 1983

Vasco da Gama
- Taça Guanabara: 1986

Yomiuri
- Campeonato Japonês: 1991 e 1992

### Técnico
Treze
- Campeonato Paraibano: 2001

### Prêmios
- Bola de Prata de 1982 - Revista Placar